# Jeaniene Frost
Pour les articles homonymes, voir Frost.
Œuvres principales
- Série Chasseuse de la nuit
- Série Le Prince des ténèbres
- Série Le Monde de la chasseuse de la nuit

Jeaniene Frost, née le 13 juin 1974 aux États-Unis, est une auteure américaine de romans de fantasy urbaine et de romances.

## Biographie
Jeaniene Frost, née le 13 juin 1974 aux États-Unis, est une auteure américaine de romans de fantasy urbaine et de romances.

## Œuvres

### Univers de laChasseuse de la nuit

#### SérieChasseuse de la nuit
1. Au bord de la tombe, Milady, 2009 ((en) Halfway to the Grave, Avon Publications, 2007)
2. Un pied dans la tombe, Milady, 2010 ((en) One Foot in the Grave, Avon Publications, 2008)
3. Froid comme une tombe, Milady, 2010 ((en) At Grave's End, Avon Publications, 2009)
4. Creuser sa tombe, Milady, 2011 ((en) Destined for an Early Grave, Avon Publications, 2009)
5. Réunis dans la tombe, Milady, 2012 ((en) This Side of the Grave, Avon Publications, 2011)
6. D'outre-tombe, Milady, 2012 ((en) One Grave at a Time, Avon Publications, 2011)
7. Hors de la tombe, Milady, 2014 ((en) Up from the Grave, Avon Publications, 2014)

- (en) Outtakes from the Grave, Avon Publications, 2015Anthologie de scènes coupées inédites

Nouvelles
- Tome 0,5 : Un plat qui se mange froid, Milady dans le recueil Cat & Bones, 2013 ((en) Reckoning, dans l'anthologie Unbound, 2009)
- Tome 2,5 : (en) Happily Never After, dans l'anthologie Weddings from Hell, 2008
- Tome 3,5 : (en) Devil to Pay, dans l'anthologie Four Dukes and a Devil, 2009
- Tome 4,5 : La Prime, Milady dans le recueil Cat & Bones, 2013 ((en) One for the Money, dans l’anthologie Death's Excellent Vacation, 2010)
- Tome 6,5 : Home Sweet Home, Milady dans le recueil Cat & Bones, 2013 ((en) Home for the Holidays, dans l’anthologie The Bite Before Christmas, 2011)
- Tome 7.5 : (en) A Grave girls’ getaway, dans l'anthologie Hex on the Beach, 2021

#### SérieLe Monde de la chasseuse de la nuit
1. La Première Goutte de sang, Milady, 2011 ((en) First Drop of Crimson, Avon Publications, 2010)
2. L'Étreinte des ténèbres, Milady, 2012 ((en) Eternal Kiss of Darkness, Avon Publications, 2010)

#### SérieLe Prince des ténèbres
1. La Mort dans l'âme, Bragelonne, 2013 ((en) Once Burned, Avon Publications, 2012)
2. À l'article de la mort, Bragelonne, 2013 ((en) Twice Tempted, Avon Publications, 2013)
3. Combustion spontanée, Bragelonne, 2015 ((en) Bound by Flames, Avon Publications, 2015)
4. Au cœur des flammes, Bragelonne, 2017 ((en) Into the Fire, Avon Publications, 2017)

#### SérieNight Rebel
1. (en) Shades of Wicked, Avon Publications, 2018
2. (en) Wicked Bite, Avon Publications, 2020
3. (en) Wicked all night, Avon Publications, 2021

### SérieBroken Destiny
1. (en) The Beautiful Ashes, 2014
2. (en) The Sweetest Burn, 2017[3]
3. (en) The Brightest Embers, 2017

### Romans et nouvelles isolés
- (en) Pack, dans l'anthologie The Mammoth Book of Paranormal Romance, 2008Accessible en eBook seul depuis le 7 août 2015[4].
- (en) Night's Darkest Embrace, dans l’anthologie Haunted by Your Touch, 2010